# This Pretty Face
This Pretty Face je rocková píseň od skotské zpěvačky Amy MacDonaldové, která vyšla v roce 2010 na jejím druhém studiovém albu A Curious Thing.